# 565 (numero)
Cinquecentosessantacinque (565) è il numero naturale dopo il 564 e prima del 566.

## Proprietà matematiche
- È un numero dispari.
- È un numero composto.
- È un numero difettivo.
- È un numero semiprimo.
- È un numero palindromo nel sistema numerico decimale e nel sistema di numerazione posizionale a base 11 (474).
- È pari alla somma di 3 numeri primi consecutivi, 181, 191, 193.
- È parte delle terne pitagoriche (565, 1356, 1469), (565, 6372, 6397), (565, 31920, 31925).
- È un numero felice.
- È un termine della successione di Mian-Chowla.
- È un numero congruente.

## Astronomia
- 565 Marbachia è un asteroide della fascia principale del sistema solare.
- NGC 565 è una galassia spirale della costellazione della Balena.

## Astronautica
- Cosmos 565 è un satellite artificiale russo.